# Date
För andra betydelser, se Date (olika betydelser).
Date är ett svenskt modernt  dansband.

## Karriär
Gruppen bildades 1993, som "Släktingarna". Den första frontpersonen var Johan Fransson. 1997 deltog bandet i TV-programmet Sikta mot stjärnorna där de imiterade pojkbandet Take That med låten Back for Good och bytte då namn till Date. Med sig hade bandet då Henrik Göransons lillebror Andreas, eftersom Take That bestod av fem gruppmedlemmar.
Date har fått Guldklaven som årets nykomling och Jan Lindberg fick Gulklaven för årets basist 2006. Date har även varit Grammisnominerade för bästa dansbandsalbum (2001).
Date har medverkat i Dansbandskampen två gånger; 2008 fick de enbart framföra en låt innan de åkte ur tävlingen. 2009 fick de vara med i fem program och fick två guldstjärnor. Då tog de sig ända till finalen.

### Melodifestivalen
Bandet har tävlat i Melodifestivalen tre gånger. De två första gångerna var Johan Fransson frontsångare och den tredje gången med Patrik Rasmussen vid mikrofonen.
- 2001: Om du förlåter mig, 6:a i finalen
- 2002: Det innersta rummet, 4:a i deltävling, gick vidare till Vinnarnas val
- 2005: Hörde änglarna viska ditt namn, 7:a i deltävling

## Bandmedlemmar
Johan Fransson hoppade av gruppen i början av 2000-talet och ersattes av Patrik Rasmussen (känd från Fame Factory). Han i sin tur lämnade bandet och ersattes av Anders Larsson som själv lämnade gruppen 2009.
Under andra halvan av 2007 slutade gitarristen Henrik Göranson i Date och ersattes av Peter Svensson. I februari 2008 meddelade bandets trummis, John Plahn, att han lämnade bandet. Han ersattes av Tim Nilsson, som bland annat varit med i Poets. Tim Nilsson slutade sommaren 2009 och ersattes i sin tur av Emil Esborn, som tidigare spelade i dansbandet Kalas. Även de medverkade i Dansbandskampen 2008. Björn Headlam började som keyboardist i bandet hösten 2009 efter sångaren Anders Larssons avhopp. Av originalmedlemmarna återstår enbart basisten och sångaren Jan Lindberg . Jan Lindberg är gift med sångerskan Marie Lindberg. 2013 började Jesper Grahn som sångare och gitarrist medan Peter Hecktor började som trummis 2014. Niklas Fjärve började som gitarrist/sång 2018, Simon Harry Andersson började 2019 som Gitarrist/Sångare/Klaviatur. Ny på sång från 2022 är Christian Haraldsson

## Diskografi

### Album
- Kvällens sista dans - 2000
- Allt mina ögon ser - 2001
- Sjunde himlen - 2004
- Här och nu! - 2010
- A Date with the 60's - 2012
- Känner du pulsen slå - 2016

### Melodier på Svensktoppen
- Österäng - 1997
- Sofie - 1997
- Te quiero - 2000
- Alexandra - 2001
- Om du förlåter mig- 2001
- Allt mina ögon ser - 2001
- Det innersta rummet- 2002

### Missade listan
- Kvällens sista dans - 1999
- One night in Rio- 2000
- Kom o gör mig galen-  2002
- Hörde änglarna viska ditt namn - 2005
- Ta mig till månen - 2011

### Fotnoter
1. ↑  Hasse Gänger. ”Date hyllar vänskapen och spelglädjen: "Om man har roligt på scen blir det alltid bra!"”. Tidningen Halland. Arkiverad från originalet den 14 februari 2015. https://archive.is/20150214115700/http://tidningenland.se/date-hyllar-vanskapen-och-spelgladjen-om-man-har-roligt-pa-scen-blir-det-alltid-bra/. Läst 14 februari 2015.
2. 1 2  http://www.danslogen.se/nyhet/5742/kommentera
3. ↑  ”Om bandet”. http://www.d8.nu/#bandet. Läst 11 februari 2010.
4. ↑  Dansbandsbloggen 4 oktober 2009 - Anders Larsson har lämnat Date Arkiverad 21 oktober 2009 hämtat från the Wayback Machine.
5. ↑  Dansbandsbloggen 14 februari 2008 - Vaktombyten i Bhonus, Grönwalls - och Date Arkiverad 3 maj 2008 hämtat från the Wayback Machine.